# Gerichtsamt Penig
Das Gerichtsamt Penig war in den Jahren zwischen 1856 und 1874 die unterste Verwaltungseinheit und von 1856 bis 1879 nach der Abschaffung der Patrimonialgesetzgebung im Königreich Sachsen Eingangsgericht. Es hatte seinen Amtssitz in der Stadt Penig.

## Geschichte
Nach dem Tod des Königs Friedrich August II. von Sachsen wurde unter dessen Nachfolger König Johann nach dem Vorbild anderer Staaten des Deutschen Bundes die Abschaffung der Patrimonialgesetzgebung verordnet. An die Stelle der bisher im Königreich Sachsen in Stadt und Land vorhandenen Gerichte der untersten Instanz traten die zentral gelegenen Bezirksgerichte und Gerichtsämter in nahezu allen größeren Städten. Die Details der Verwaltungsreform regelten das sächsische Gerichtsverfassungsgesetz vom 11. August 1855 und die Verordnung über die Bildung der Gerichtsbezirke vom 2. September 1856.
Stichtag für das Inkrafttreten der neuen Behördenstruktur im Königreich Sachsen war der 1. Oktober 1856. Das neugebildete Gerichtsamt Penig unterstand dem Bezirksgericht Rochlitz. Aufgelöst wurden das erst am 26. Juni 1856 eröffnete Königliche Gericht in Penig. Dieses Gericht hatte die Jurisdiktion der Schönburgische Herrschaften Penig und Rochsburg sowie der des Stadtgerichtes Penig übernommen. Mit der Umwandlung in das Gerichtsamt ging auch die Rechtsprechung der Patrimonialgerichte Rittergüter Berthelsdorf, Mittelfrohna und Thierbach an das Gerichtsamt über.
Der Sprengel des Gerichtsamt Penig umfasste folgende Ortschaften:
| - Penig mit Topfanger, Mühlgasse, Schiebengut - Arnsdorf bei Rochsburg - Chursdorf - Dittmannsdorf bei Penig - Dürrengerbisdorf - Großschlaisdorf - Herrnsdorf - Kaufungen mit Sorge und Birkenhäusern - Kleinschlaisdorf | - Langenleuba-Oberhain - Lunzenau - Markersdorf bei Penig - Mühlwiese - Niederelsdorf - Niedersteinbach - Oberelsdorf - Obersteinbach | - Rochsburg - Schlagwitz - Tauscha - Thierbach - Uhlsdorf (Wasser-) - Wernsdorf - Wolkenburg mit Brückenhäusern - Zinnberg |

Nach der Neustrukturierung der Gerichtsorganisation gemäß dem Gesetz über die Organisation der Behörden für die innere Verwaltung vom 21. April 1873 gingen die Verwaltungsbefugnisse der Gerichtsämter zum 15. Oktober 1874 auf die umgestalteten bzw. neu gebildeten Amtshauptmannschaften über. Seitdem das bisherige königliche Gericht als königliches Gerichtsamt bezeichnet wurde, führte sein Vorstand den Titel Gerichtshauptmann.
Die Verwaltungsaufgaben des Gerichtsamts Penig wurden im Zuge der Neustrukturierung der sächsischen Gerichtsorganisation gemäß dem Gesetz über die Organisation der Behörden für die innere Verwaltung vom 21. April 1873 mit Wirkung vom 15. Oktober 1874 in die Amtshauptmannschaft Rochlitz mit Sitz in der Stadt Rochlitz integriert. Das Gerichtsamt war damit nur noch Gericht, die Trennung der Rechtsprechung von der Verwaltung umgesetzt.
Das Gerichtsamt Penig wurde 1879 auf Grund des Gesetzes über die Bestimmungen zur Ausführung des Gerichtsverfassungsgesetzes im Deutschen Reich vom 27. Januar 1877 und des Gesetzes über die Zuständigkeit der Gerichte in Sachen der nichtstreitigen Gerichtsbarkeit vom 1. März 1879 durch das neu gegründete Amtsgericht Penig abgelöst.

## Schriftliche Überlieferung
Die Archivalien des Gerichtsamts Penig werden als Bestand 20104 Gerichtsamt Penig heute im Sächsischen Staatsarchiv – Staatsarchiv Leipzig verwaltet.

## Richter
Die Leiter des Gerichtsamts trugen den Titel Gerichtsamtmann. Dies waren:
- 1856–1863: Carl Friedrich Schwarzenberg (vorher Justitiar beim Kgl. Gericht Penig)
- 1864–1875: Carl Anton Bermann (vorher Gerichtsamtmann beim Gerichtsamt Zöblitz)
- 1875–1879: Karl Heinrich Ihle (vorher Gerichtsamtmann beim Gerichtsamt Neustadt)

## Weblink
- Eintrag zum Gerichtsamt Penig im Digitalen historischen Ortsverzeichnis von Sachsen